# 包科尼吉罗特
包科尼吉罗特（匈牙利語：Bakonygyirót，匈牙利語發音：[ˈbɒkoɲɟiroːt]）是匈牙利杰尔-莫雄-肖普朗州所辖的一个村。总面积6.85平方公里，总人口147，人口密度21.5人/平方公里（2011年1月1日）。